# Masters de Roma 2020
El Internazionali BNL d'Italia 2020 fue la 77.ª edición del Abierto de Italia, siendo un torneo de tenis ATP Tour Masters 1000 en su rama masculina y WTA Premier 5 en la femenina que se disputó en la Foro Itálico de Roma (Italia). Se llevó a cabo desde el 14 al 21 de septiembre de 2020.

## Puntos y premios en efectivo

### Distribución de puntos
| Evento                  | G    | F   | SF  | CF  | R16 | R32 | R64 | C  | C2 | C1 |
| Individuales masculinos | 1000 | 600 | 360 | 180 | 90  | 45  | 10  | 25 | 16 | 0  |
| Dobles masculinos       | 1000 | 600 | 360 | 180 | 90  | 0   | —   | —  | —  | —  |
| Individuales femeninos  | 900  | 585 | 350 | 190 | 105 | 60  | 1   | 30 | 20 | 1  |
| Dobles femeninos        | 900  | 585 | 350 | 190 | 105 | 1   | —   | —  | —  | —  |

### Premios en efectivo
| Evento                  | G         | F         | SF        | CF        | R16      | R32      | R64      | C2      | C1      |
| Individuales masculinos | 958 055 € | 484 950 € | 248 745 € | 128 200 € | 64 225 € | 33 635 € | 18 955 € | 7 255 € | 3 630 € |
| Individuales femeninos  | 523 858 € | 261 802 € | 130 774 € | 60 240 €  | 29 866 € | 15 330 € | 7 879 €  | 4 385 € | 2 256 € |
| Dobles masculinos       | 284 860 € | 139 020 € | 69 680 €  | 35 510 €  | 18 730 € | 10 020 € | —        | —       | —       |
| Dobles femeninos        | 149 964 € | 75 744 €  | 37 491 €  | 18 872 €  | 9 532 €  | 4 724 €  | —        | —       | —       |

## Cabezas de serie

### Individuales masculino
| N.º | Rank. | Tenista               | Puntos | Puntos ganados | Nuevos puntos | Ronda hasta la que avanzó en el torneo              |
| 1   | 1     | Novak Djokovic        | 10 860 | 1000           | 11 860        | Campeón, venció a Diego Schwartzman [8]             |
| 2   | 2     | Rafael Nadal          | 9850   | 90             | 9940          | Cuartos de final, perdió ante Diego Schwartzman [8] |
| 3   | 6     | Stefanos Tsitsipas    | 5175   | 0              | 5175          | Segunda ronda, perdió ante Jannik Sinner [WC]       |
| 4   | 8     | Matteo Berrettini     | 2940   | 90             | 3030          | Cuartos de final, perdió ante Casper Ruud           |
| 5   | 9     | Gaël Monfils          | 2860   | 0              | 2860          | Segunda ronda, perdió ante Dominik Koepfer [Q]      |
| 6   | 10    | David Goffin          | 2555   | 0              | 2555          | Segunda ronda, perdió ante Marin Čilić              |
| 7   | 12    | Fabio Fognini         | 2410   | 0              | 2400          | Segunda ronda, perdió ante Ugo Humbert              |
| 8   | 13    | Diego Schwartzman     | 2265   | 600            | 2505          | Final, perdió ante Novak Djokovic [1]               |
| 9   | 14    | Andréi Rubliov        | 2414   | 45             | 2459          | Segunda ronda, perdió ante Hubert Hurkacz           |
| 10  | 15    | Stan Wawrinka         | 2185   | 0              | 2185          | Primera ronda, perdió ante Lorenzo Musetti [Q]      |
| 11  | 16    | Karen Jachanov        | 2200   | 0              | 2200          | Primera ronda, perdió ante Casper Ruud              |
| 12  | 17    | Denis Shapovalov      | 2345   | 360            | 2660          | Semifinales, perdió ante Diego Schwartzman [8]      |
| 13  | 18    | Milos Raonic          | 1995   | 45             | 2040          | Segunda ronda, perdió ante Dušan Lajović            |
| 14  | 19    | Christian Garín       | 1900   | 10             | 1910          | Primera ronda, perdió ante Borna Ćorić              |
| 15  | 20    | Grigor Dimitrov       | 1885   | 180            | 2055          | Cuartos de final, perdió ante Denis Shapovalov [12] |
| 16  | 21    | Félix Auger-Aliassime | 1976   | 0              | 1976          | Primera ronda, perdió ante Filip Krajinović         |

- Ranking ATP a 31 de agosto de 2020.[3]

#### Bajas masculinas
| Rank. | Tenista          | Puntos antes | Puntos ganados | Puntos después | Motivo   |
| ----- | ---------------- | ------------ | -------------- | -------------- | -------- |
| 3     | Dominic Thiem    | 9125         | 0              | 9125           | Descanso |
| 4     | Daniil Medvédev  | 5890         | 0              | 5890           | Descanso |
| 5     | Alexander Zverev | 4650         | 0              | 4650           | Descanso |
| 11    | Roberto Bautista | 2620         | 0              | 2620           | Descanso |

### Dobles masculino
| Tenistas                           | Ranking | Preclasificado |
| Juan Sebastián Cabal Robert Farah  | 3       | 1              |
| Rajeev Ram Joe Salisbury           | 11      | 2              |
| Łukasz Kubot Marcelo Melo          | 14      | 3              |
| Marcel Granollers Horacio Zeballos | 19      | 4              |
| Ivan Dodig Filip Polášek           | 19      | 5              |
| Kevin Krawietz Andreas Mies        | 27      | 6              |
| Raven Klaasen Oliver Marach        | 35      | 7              |
| Wesley Koolhof Nikola Mektić       | 38      | 8              |

### Individuales femenino
| Tenista             | Ranking | Preclasificada |
| Simona Halep        | 2       | 1              |
| Karolína Plíšková   | 3       | 2              |
| Sofia Kenin         | 4       | 3              |
| Elina Svitolina     | 5       | 4              |
| Kiki Bertens        | 7       | 5              |
| Belinda Bencic      | 10      | 6              |
| Johanna Konta       | 13      | 7              |
| Petra Martić        | 15      | 8              |
| Garbiñe Muguruza    | 16      | 9              |
| Elena Rybakina      | 17      | 10             |
| Elise Mertens       | 18      | 11             |
| Markéta Vondroušová | 19      | 12             |
| Alison Riske        | 20      | 13             |
| Anett Kontaveit     | 21      | 14             |
| Angelique Kerber    | 23      | 15             |
| Donna Vekić         | 24      | 16             |

- Ranking del 31 de agosto de 2020.[4]

### Dobles femenino
| Tenistas                                | Ranking | Preclasificada |
| Su-Wei Hsieh Barbora Strýcová           | 3       | 1              |
| Tímea Babos Zhang Shuai                 | 26      | 2              |
| Gabriela Dabrowski Jeļena Ostapenko     | 26      | 3              |
| Nicole Melichar Demi Schuurs            | 28      | 4              |
| Elise Mertens Kirsten Flipkens          | 34      | 5              |
| Veronika Kudermétova Kateřina Siniaková | 36      | 6              |
| Shuko Aoyama Ena Shibahara              | 48      | 7              |
| Sofia Kenin Bethanie Mattek-Sands       | 52      | 8              |

## Campeones

### Individual masculino
Novak Djokovic venció a  Diego Schwartzman por 7-5, 6-3

### Individual femenino
Simona Halep venció a  Karolína Plíšková por 6-0, 2-1, ret.

### Dobles masculino
Marcel Granollers /  Horacio Zeballos vencieron a  Jérémy Chardy /  Fabrice Martin por 6-4, 5-7, [10-8]

### Dobles femenino
Su-Wei Hsieh /  Barbora Strýcová vencieron a  Anna-Lena Friedsam /  Ioana Raluca Olaru por 6-2, 6-2